# Villa Rondinelli

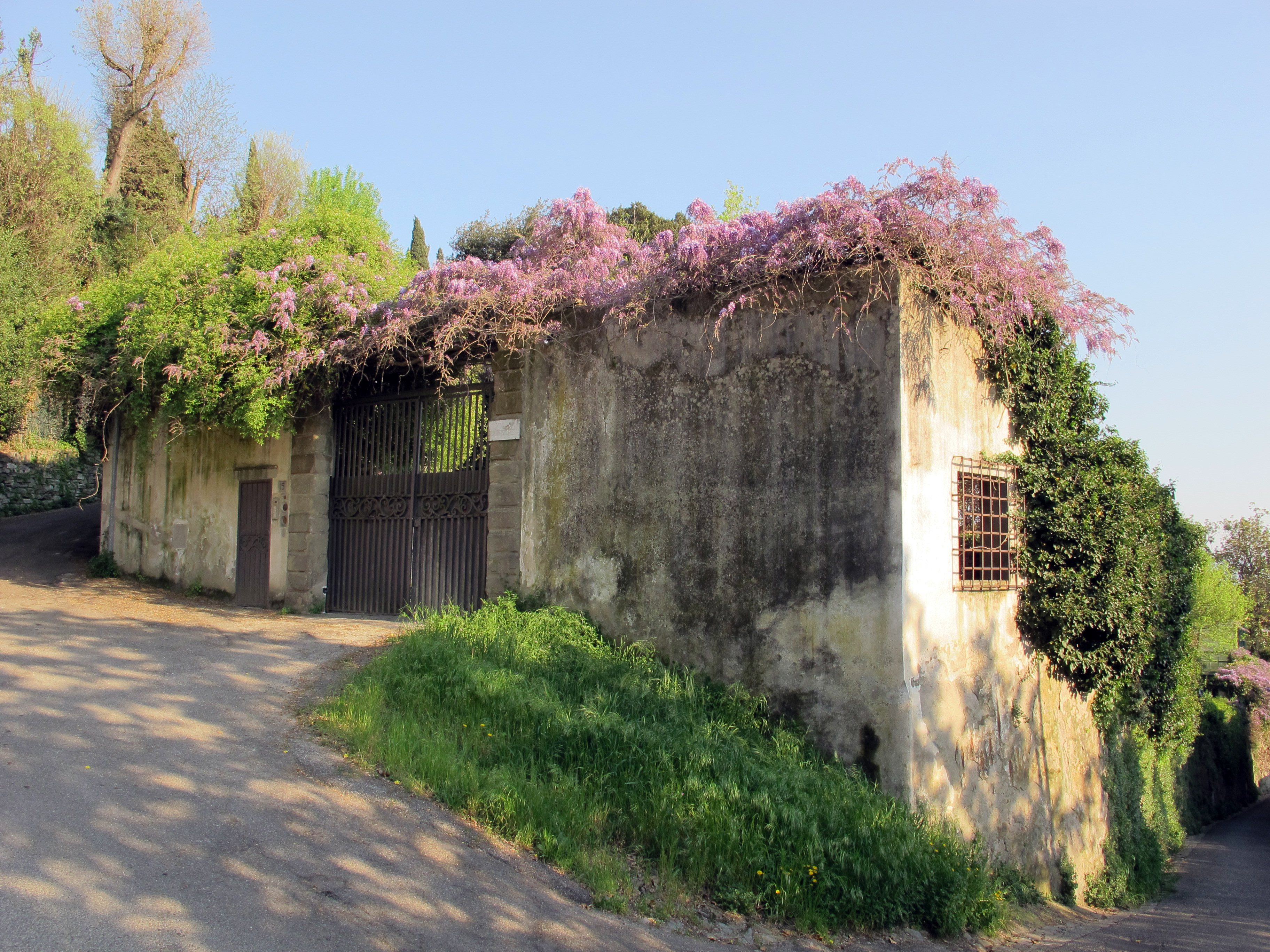
Il muro di cinta

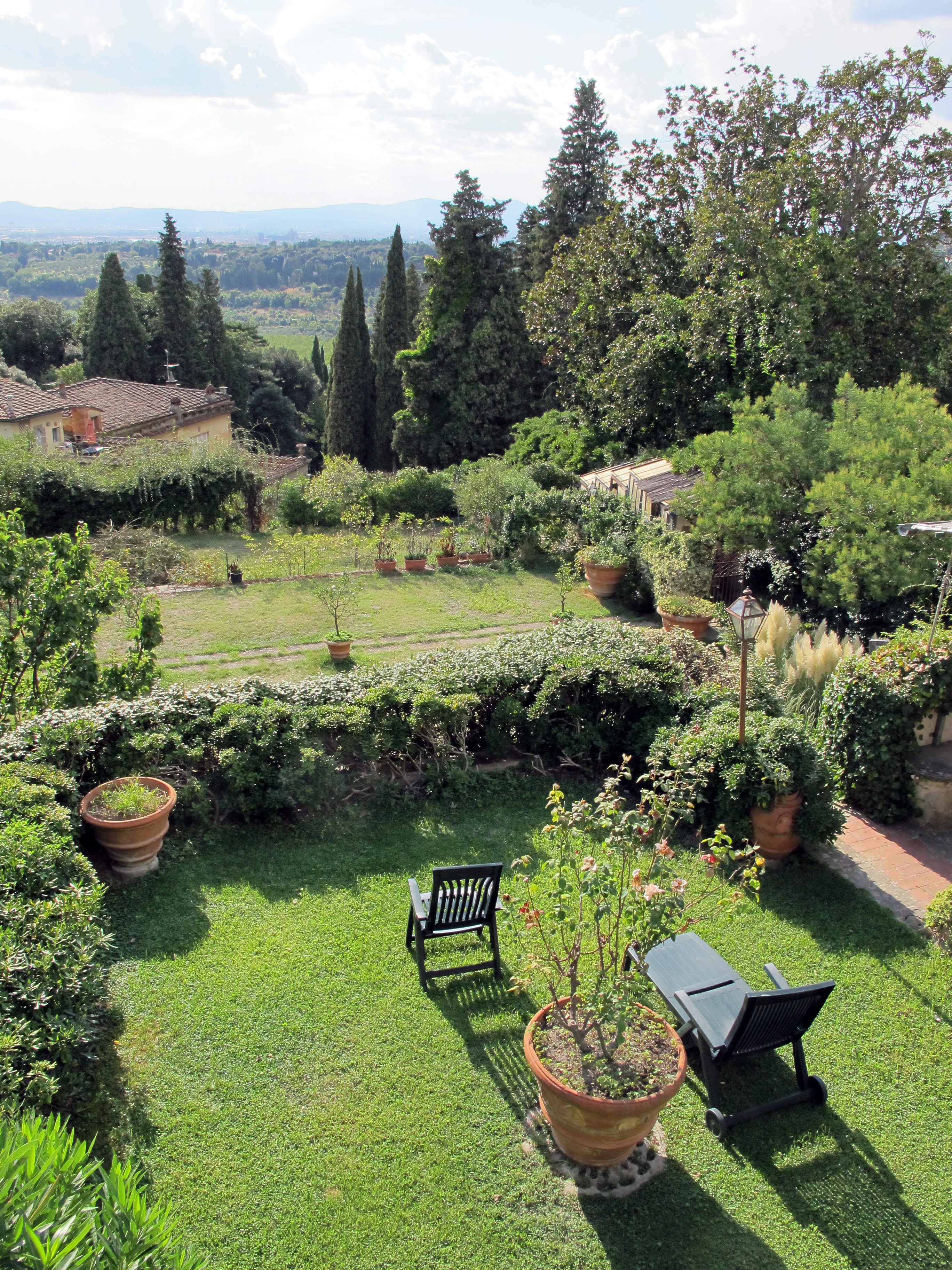
Terrazzamenti

Villa Rondinelli si trova a Fiesole, con accessi in Via Vecchia Fiesolana 11 e Via Bandini 15, ora Largo Porcinai.

## Storia
La villa, che Guido Carocci aveva giudicato come una delle ville fiesolane "più grandiose e più splendide per la situazione favorevole e la ricchezza degli annessi", si trova in posizione scenografica lungo l'antica salita che da Firenze conduceva a Fiesole. 
La costruzione originaria appartenne anticamente ai Della Macchia, ai quali fu confiscata da Cosimo I nel 1551, che la regalò al suo favorito Sforza Almeni, cameriere e confidente.
Sforza Almeni ampliò la villa e costruì un magnifico giardino, con terrazze, giochi d'acqua, una grotta artificiale e una piscina. Nella villa venne creato un gran salone da ballo per accogliere degnamente il suo protettore. Con la morte del proprietario, uscciso pare dallo stesso Cosimo per aver rivelato la relazione con una sua amante, la villa venne offerta a un altro gentiluomo di corte, Giovanni Ramirez de Montalvo, che nel 1584 la rivendette a Lucrezia di Piero da Gagliano, moglie di Antonio di Filippo Salviati. Nel 1636 il vescovo di Sansepolcro Filippo Salviati decise di venderla a Cassandra del senatore Francesco Guadagni, vedova di Antonio Salviati, che la destinò poi in parti uguali a Piero e Jacopo Corsi, Maria e Laura Salviati. Laura si fece poi monaca in San Niccolò di Cafaggio e le altre parti passarono rispettivamente a Ippolita della Gherardesca ed a Lorenzo di Raffaello de' Medici, di un ramo secondario della celebre famiglia.
Nel 1641 la proprietà venne riunita nelle mani di Giulio Vitelli, ambasciatore a Roma di Cosimo III, che seppe riportarla agli antichi splendori. Fu lui a collocare nel giardino una statua di Cosimo III. In seguito passò per via ereditari ai Rondinelli, poi ai Boncompagni Ludovisi. Danneggiata durante la seconda guerra mondiale, ha perso molto del suo fascino originario. Negli anni sessanta del Novecento venne acquistata da Pietro Porcinai, che ridisegnò il giardino e ne fece il suo studio fino alla morte (1986). Oggi è parzialmente abitata dai suoi eredi.

## Giardino
Il giardino è incentrato su un ampio viale, sistemato da Porcinai, che tagliala parte a monte, con il giardino pensile sulla tettoria vetrata, e la parte formale, son siepi di bosso e arredi lapidei.